# Medaille van de Rode Halvemaan
De Medaille van de Rode Halve Maan, in het Turks "Hilali Ahmer Madalyasi" geheten, werd in 1903 door Sultan Abdülhamit II (1876-1909) ingesteld. De medaille moest dienen om verdiensten voor de Rode Halve Maan, de islamitische versie van het Rode Kruis te belonen. In 1876 was voor het eerst een rode halvemaan gebruikt als herkenningsteken van de medische verzorging in de Russisch-Turkse oorlog.
De geëmailleerde gouden, zilveren en bronzen medailles zijn rond en hebben alle een doorsnede van 29 millimeter. Het witte middenvlak draagt een rode halve maan en daaronder staan een lauwertak en de woorden "Menslievende hulp". De barok vormgegeven gesp waarmee de medaille aan het witte lint met de rode middenstreep werd bevestigd, werd steeds in hetzelfde metaal als de medaille uitgevoerd. Op de gesp stond de tughra van Abdülhamit II onder een schildje met de woorden "Ottomaanse Rode Maan Vereniging".
Ook aan de bovenzijde van het lint werd een witte gesp bevestigd waarop soms jaartallen, ze zullen jubilea hebben aangegeven, zijn vermeld. Op het lint is soms een eikenblad bevestigd. De achtergrond van dit blad is onbekend. Het kan om een bijzondere onderscheiding gaan maar eikenbladen op linten zijn een typisch Duits, geen Ottomaans, gebruik.
De Sultan zelf bepaalde wie de gouden medailles ontving maar het Uitvoerend Comité van de Rode Maan mocht geheel zelfstandig zilveren en bronzen medailles verlenen. De medailles werden tot in 1922, het jaar van de val van de monarchie, verleend.